# Dor (Izrael)
Dor (hebr. דור) – moszaw położony w Samorządzie Regionu Chof ha-Karmel, w dystrykcie Hajfa, w Izraelu.

## Położenie
Moszaw Dor leży na równinie Szaron nad Morzem Śródziemnym na południe od miasta Hajfy, w otoczeniu miasteczek Zichron Ja’akow i Furajdis, moszawu En Ajjala oraz kibucu Nachszolim.

## Historia
W miejscu tym istniało starożytne miasto, które zidentyfikowano z egipskich źródeł jako D-jr, biblijnych jako Dor, oraz z greckich jako Dor/Dora. Teksty egipskie z XIII wieku p.n.e. wspominają o mieście portowym D-jr położonym na szlaku handlowym Via Maris. XIII i XII wiek p.n.e. charakteryzował się upadkiem kananejskich miast-państw, które uległy napierającym Izraelitom w obszarach górskich i napadom Ludów Morza na wybrzeżu. W tym okresie miasto Dor utrzymywało się z handlu z Cyprem i Mykenami. Miasto należało wówczas do Fenicjan. Relacja biblijna wspomina, że Dor było jednym z pięciu miast północy, które dołączyły do Jabina, królu Hazoru, sprzeciwiając się Jozuemu. W wyniku wojny, wojska Dor zostały rozbite, a jego król zginął (Księga Jozuego 11:1,2; 12:23). Miasto nie zostało jednak zniszczone i pozostało enklawą Kananejczyków położoną pośrodku terenów pokolenia Menasesa. W X wieku p.n.e. żydowski król Dawid przyłączył miasto Dor do Królestwa Izraela. Pod rządami króla Salomona miasto zostało stolicą prowincji Szaron (1 Księga Królewska 4:11). W IX-VIII wieku p.n.e. miasto Dor weszło w skład północnego Królestwa Izraela. Prawdopodobnie w tym czasie wybudowano fortyfikacje miejskie z czterema masywnymi bramami. Pod koniec VIII wieku p.n.e. miasto zostało zdobyte przez Asyryjczyków. Zdobywcy udzielili dużych swobód gospodarczych Fenicjanom, co umożliwiło odbudowę zniszczeń i dalszy rozwój miasta. W 332 p.n.e. tereny Starożytnego Izraela wojska macedońsko-greckie Aleksandra Macedońskiego. Po śmierci Aleksandra Macedońskiego, w 296 p.n.e. Judea i miasto Dor znalazły się pod władzą Ptolemeuszów. Jednakże Seleucydzi uważali te ziemie za część prawnie należącego się im terytorium. Był to punkt sporny pomiędzy tymi królestwami hellenistycznymi. W 219 p.n.e. Antioch III Wielki bez powodzenia oblegał Dor. Pomimo to, w 200 p.n.e. Dor przeszło pod panowanie Seleucydów. Podczas wojny domowej, w 139 p.n.e. Dor było oblegane przez wojska Antiocha VII.

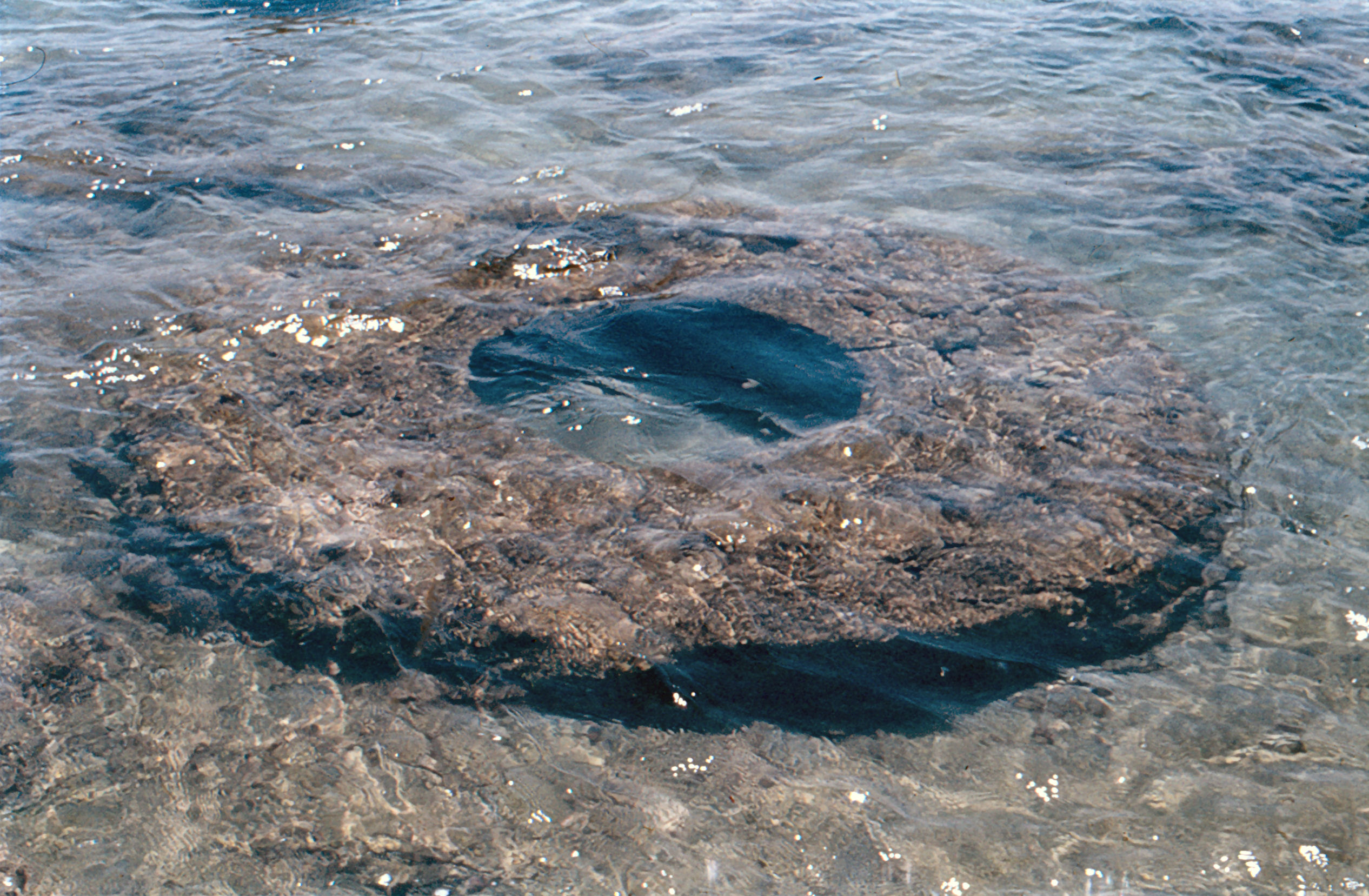
Pozostałości starożytnego miasta Dor

W latach 104-64 p.n.e. miasto Dor należało do Państwa Machabeuszy. W 63 p.n.e. państwo żydowskie uległo Rzymianom. Rzymski wódz Pompejusz umieścił Dor na liście miast pozostających pod bezpośrednią zwierzchnością rzymskiego gubernatora. W owym czasie Dor posiadało trzy zatoki portowe: handlową, stoczniową i rybacką. Wokół zatok rozciągało się miasto. Żydowski historyk Józef Flawiusz opisał w I wieku Dor jako trudną do zdobycia twierdzę. Z innych zapisków Flawiusza wynika, że Dor nie było wówczas częścią prowincji Judea, lecz Syrii. Podczas wojny żydowskiej (66-73) Rzymianie przetrzymywali w Dor żydowskich zakładników. Miasto musiało więc być uznawane przez Rzymian za bezpieczne i niemożliwe do zdobycia przez żydowskich powstańców. Jednak z upływem czasu rola i znaczenie Dor malała, a wzrastało znaczenie pobliskiego miasta portowego Cezarei Nadmorskiej. Nie było żadnego gospodarczego uzasadnienia dla istnienia dwóch ważnych portów morskich w odległości 15 km od siebie. W tej rywalizacji wygrała Cezarea, co doprowadziło do upadku Dor. W owym czasie Dor posiadało wybrukowane ulice, publiczne łaźnie, bieżącą wodę dostarczaną akweduktem, sieć kanalizacyjną, teatr i imponujące świątynie.
W III wieku to wielkie miasto zdegradowało się do znaczenia niewielkiej osady rybackiej i było w większości porzucone przez swoich mieszkańców. Pod panowaniem Bizancjum, w okresie od IV do VII wieku Dor było stolicą diecezji, a o biskupach z Dor wspominają teksty kościelne. Wydaje się, że osada służyła wówczas jako miejsce odpoczynku dla pielgrzymów w ich drodze do Ziemi Świętej. W średniowieczu na południowym cyplu wybudowano niewielki fort krzyżowców. U jego podnóża znajdowała się już jedynie niewielka wioska rybacka.
Gdy w 1799 roku Napoleon Bonaparte oblegał twierdzę Akka, wykorzystał on zatoki przy Dor jako portu zaopatrzeniowego dla swoich wojsk i miejsce ewakuacji rannych. Gdy kampania nie powiodła się, wykorzystano Dor jako główne miejsce ewakuacji sił do Egiptu.
W 1891 baron Edmond de-Rothschild założył hutę szkła na północ od arabskiej wioski Tantura, w miejscu starożytnego miasta Dor. Huta miała dostarczać butelki i inne wyroby szklane do wytwórni win w Zichron Ja’akow. Dyrektorem huty został Meir Dizengoff (późniejszy pierwszy burmistrz Tel Awiwu). To śmiałe przedsięwzięcie jednak nie powiodło się i hutę zamknięto w 1895. W zabytkowym obiekcie mieści się obecnie muzeum.
Podczas wojny o niepodległość w 1948 żydowskie oddziały Hagany zdobyły w nocnej bitwie arabską wioskę Tantura. Jej mieszkańcy uciekli do pobliskiej arabskiej miejscowości Furajdis, a ich domy zostały zniszczone. W tym miejscu powstały dwie żydowskie osady. W 1948 w północnej części zatok powstał kibuc Nachszolim, a w 1949 nad południową zatoką powstał moszaw Dor. Moszaw Dor założyli żydowscy imigranci z Grecji, do których później dołączyli imigranci z Iraku.

## Gospodarka
Gospodarka moszawu opiera się na rolnictwie, sadownictwie, hodowli ryb w stawach hodowlanych i turystyce.

## Turystyka
Przy tutejszej plaży wybudowano wioskę wypoczynkową, w której znajdują się małe hoteliki, domki do wynajęcia oraz liczne bary i kawiarnie. Można tu uprawiać różne sporty wodne. Dodatkową atrakcją są położone blisko brzegu skaliste wyspy Shchafit. W zatoce istnieje możliwość nurkowania przez płetwonurków. Pod wodą można zwiedzać pozostałości starożytnego portu, bizantyński wrak oraz podziwiać piękno podwodnej fauny i flory.

## Transport
Wzdłuż wschodniej granicy moszawu przebiega autostrada nr 2, brak jednak możliwości wjazdu na nią. Lokalna droga łączy moszaw z sąsiednim kibucem Nachszolim. Z moszawu wychodzi droga nr 7011, którą jadąc na wschód dojeżdża się do skrzyżowania z drogą ekspresową nr 4.